# Brendon Small's Galaktikon
Brendon Small's Galaktikon è il primo album in studio da solista del cantante e autore televisivo statunitense Brendon Small, pubblicato nel 2012.

## Tracce
Testi e musiche di Brendon Small.
1. Triton – 4:02
2. Prophecy of the Lazer Witch – 4:34
3. Beastblade – 4:47
4. Deathwaltz – 3:33
5. Truth Orb and the Kill Pool – 4:28
6. You Can't Run Away – 5:05
7. Arena War of the Immortal Masters – 4:47
8. Dangertits (Instrumental) – 4:33
9. On My Way – 5:28

## Formazione
- Brendon Small – voce, chitarra, tastiera
- Bryan Beller – basso
- Gene Hoglan – batteria